# Hydroglyphus lenzi
Hydroglyphus lenzi är en skalbaggsart som först beskrevs av Gschwendtner 1930.  Hydroglyphus lenzi ingår i släktet Hydroglyphus och familjen dykare. Inga underarter finns listade i Catalogue of Life.